# 10581 Jeníkhollan
(10581) Jeníkhollan, denumire internațională (10581) Jenikhollan, este un asteroid din centura principală de asteroizi.

## Descriere
10581 Jeníkhollan este un asteroid din centura principală de asteroizi. A fost descoperit pe 30 iulie 1995 la Observatorul din Ondřejov de Petr Pravec. Asteroidul prezintă o orbită caracterizată de o semiaxă mare de 3,01 ua, o excentricitate de 0,08 și o înclinație de 12,2° în raport cu ecliptica.